# Melitaea subtusca
Melitaea subtusca är en fjärilsart som beskrevs av Ruggero Verity 1952. Melitaea subtusca ingår i släktet Melitaea och familjen praktfjärilar. Inga underarter finns listade i Catalogue of Life.